# 1635

## Esdeveniments
Països Catalans
- Comença la Guerra franco-espanyola (1635-1659).

Resta del món
- Exploracions i conquestes de Pierre Belain d'Esnambuc
- Auge de la tulipomania, una de les primeres bombolles especulatives conegudes

## Naixements
Països Catalans
Resta del món
- 8 de gener - Palma del Río, Còrdova: Luis Manuel Fernández Portocarrero, eclesiàstic i polític espanyol (m. 1709).
- 27 d'abril - Zhili -actual Hubei, (Xina): Yan Yuan (en xinès 颜元; pinyin Yán Yuán) també anomenat Xizhai(en xinès 习斋; pinyin Xízhāi), erudit xinès, escriptor, historiador, filòsof i pedagog de la dinastia Qing (m. 1704).[1]
- 18 de juliol - Freshwater, Illa de Wight (Anglaterra): Robert Hooke, científic anglès (m. 1703).[2]
- 27 de novembre - Niort: Madame de Maintenon, educadora, salonnière i, secretament, la darrera esposa del rei Lluís XIV de França (m. 1719).[3]

## Necrològiques
Països Catalans
Resta del món
- 27 d'agost - Madrid, Regne de Castella: Lope de Vega, escriptor espanyol (n. 1562).